# Gimlet

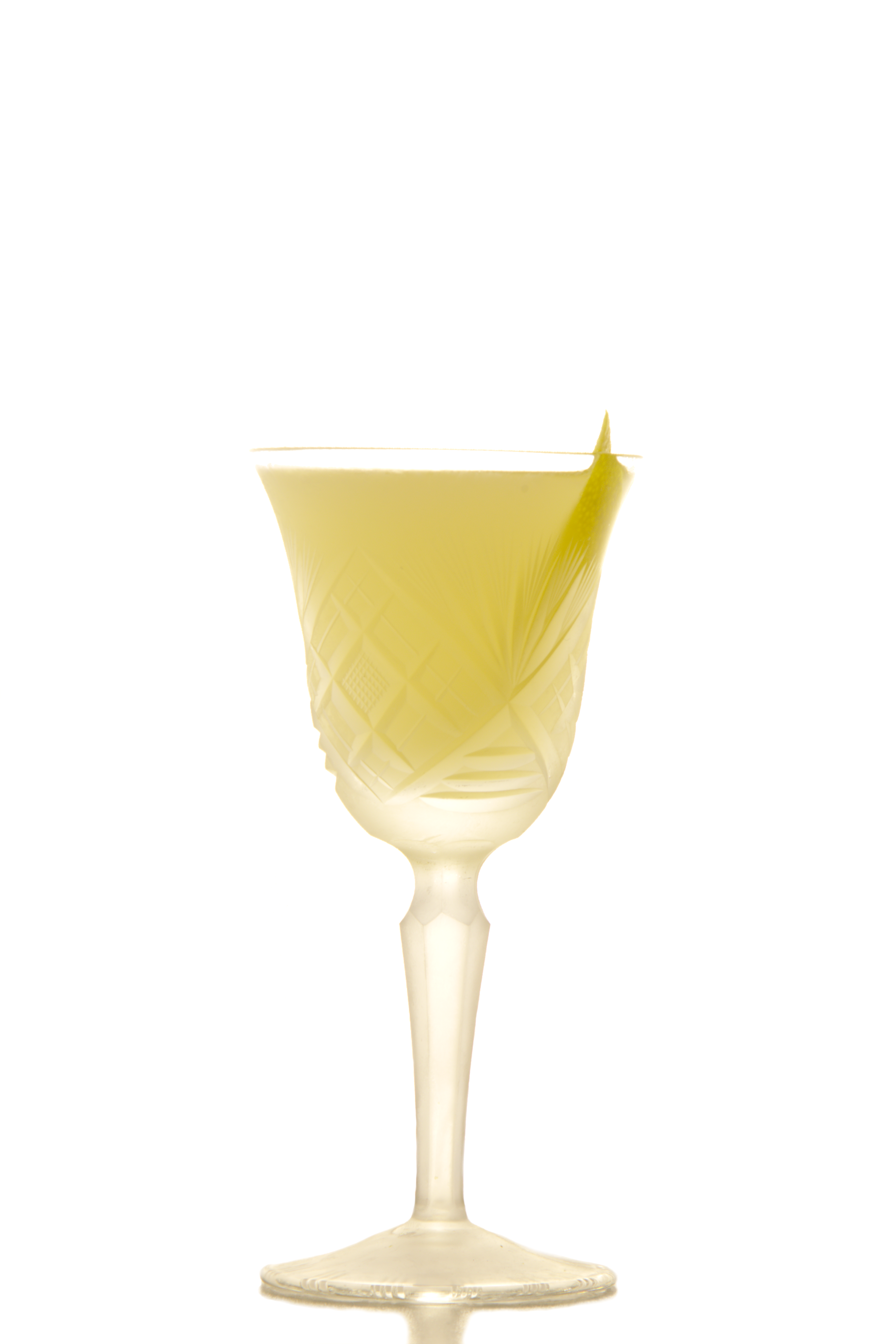
Gimlet in einem kleinen Weinkelch mit Zeste

Der Gimlet ist ein klassischer Cocktail. Der Shortdrink besteht aus lediglich zwei Zutaten: Gin und Lime Juice Cordial.

## Geschichte
Der Gimlet wurde zuerst gegen Ende des 19. Jahrhunderts in der britischen Royal Navy getrunken, blieb aber außerhalb Englands lange bedeutungslos. Weithin bekannt wurde er dann als Lieblingscocktail des Klienten Terry Lennox des Privatdetektivs Philip Marlowe.
„Wir saßen bei Victor in einer Ecke der Bar und tranken Gimlets. „Die haben keine Ahnung, wie man die macht!“, sagte er (gemeint: Lennox, Anm.). "Was die hier einen Gimlet nennen, ist einfach Zitronen- oder Limettensaft mit Gin und einem Schuß Zucker und Bitterbier. Richtiger Gimlet besteht zur einen Hälfte aus Gin und zur anderen aus Rose's Lime Juice und aus sonst nichts. Aber das schlägt sämtliche Martinis haushoch.“ (Raymond Chandler „Der lange Abschied“; was Wollschläger hier mit „Bitterbier“ übersetzt, ist tatsächlich Angosturabitter.)
Die von einigen Lime-Juice-Cordial-Herstellern auf ihren Flaschen verbreitete Behauptung, der Gimlet sei auch der Lieblingscocktail des Schriftstellers Ernest Hemingway gewesen, ist wegen seiner Diabeteserkrankung unwahrscheinlich und lässt sich jedenfalls nicht belegen. Hemingway trank sogar Daiquiri ohne Zucker.

## Zubereitung
Während „Marlowe's Gin Gimlet“ gleiche Teile Gin und Lime Juice Cordial vorsieht, wird in der Fachliteratur meist ein größerer Gin-Anteil empfohlen. Der Drink wird trockener und schmeckt bei Verwendung eines guten Gins sauberer. Außerdem lässt sich ein guter Lime Juice Cordial nicht ohne weiteres durch frischen Limettensaft und Zuckersirup ersetzen, ohne den Charakter des Cocktails zu verändern. Der Drink wird überwiegend auf Eis gerührt, kann aber auch in einem Cocktail-Shaker geschüttelt werden und wird sodann entweder in einem kleinen Tumbler auf frischem Eis oder ohne Eis („straight up“) in einer vorgekühlten Cocktailschale serviert.
Beim Wodka-Gimlet wird der Gin durch Wodka, beim Rum-Gimlet durch weißen Rum ersetzt. Im Tequila-Gimlet ist auch die Zugabe von etwas Zitronensaft üblich.